# 和歌山市立川永小学校
和歌山市立川永小学校（わかやましりつ かわながしょうがっこう）は、和歌山県和歌山市楠本にある公立小学校。

## 沿革
- 1875年（明治8年） - 川邊尋常小学校が開校。
- 1878年（明治11年） - 永穂小学校が開校。
- 1893年（明治26年） - 川邊小学校が開校。
- 1916年（大正5年） - 永穂尋常小学校と合併し、川永尋常小学校と改称。楠本の南の口の楠神社跡地へ移転。
- 1941年（昭和16年）4月1日 - 国民学校令により、川永国民学校と改称。
- 1947年（昭和22年）4月1日 - 学制改革により、川永村立川永小学校と改称。
- 1960年（昭和35年）4月1日 - 海草郡川永村が和歌山市へ編入されたことに伴い、和歌山市立川永小学校と改称。
- 1966年（昭和41年） - 校歌制定。
- 1971年（昭和46年） - 鉄筋校舎竣工。
- 1973年（昭和48年） - 新校舎の完工に伴い移転。

## 通学区域
- 和歌山市
  - 宇田森（149の3～149の150、169の2～169の9番地を除く）、川辺、楠本、神波、島、永穂

卒業生は基本的に和歌山市立紀伊中学校に進学する。

## 周辺
- 和歌山市川永支所
- 国道24号（和歌山バイパス）

## 交通
- JR西日本阪和線紀伊駅から南東へ1.7km
- 和歌山バス「川永団地」バス停から徒歩約10分

## その他
- 学校の所在地（和歌山県和歌山市楠本）とかけているのか、校庭には巨大な楠木が立っている。
- 上記のクスノキは昔から子供達が登り、斜めに立っている。
- 校舎は本館と南館の二つに分かれていて、その二つを渡り廊下で繋いでいる。
- 南館の靴箱の近くに鳥小屋があり、「コッコ」というニワトリが一羽飼育されている。
- クラブは、将棋＆オセロ・家庭科・音楽・図工・パソコン・球技Ⅰ・球技Ⅱなどがある。
- 委員会は、放送委員・清掃委員・園芸＆飼育委員・体育委員・学級委員・給食委員などがある。
- 給食室の裏にはウサギ小屋があるが、現在は何も飼育されていない。
- 運動場にはタイヤとび、鉄棒、サッカーゴール、ブランコがあり、鉄棒の横に小さなトーテムポールのようなものがある。
- 戦争の名残の石墓が運動場の奥の方にひっそりとある。
- 昔は校門からのみの登下校だったが、約13～15年位前から運動場からも登下校できる様になった。

## 通学区域が隣接している学校
- 和歌山市立山口小学校
- 和歌山市立紀伊小学校
- 和歌山市立西和佐小学校
- 和歌山市立和佐小学校
- 和歌山市立小倉小学校
- 岩出市立山崎小学校